# سفارة الإمارات العربية المتحدة في باكستان
سفارة الإمارات العربية المتحدة في باكستان هي أرفع تمثيل دبلوماسي لدولة الإمارات العربية المتحدة لدى باكستان. تقع السفارة في إسلام آباد وهي تهدف لتعزيز المصالح الإماراتية في باكستان.

## وصلات خارجية
- الموقع الرسمي
- قائمة سفارات الإمارات العربية المتحدة
- قائمة السفارات في باكستان